# Zakaria Ariss
Pour l’article homonyme, voir ARISS.
Zakaria Ariss (en arabe : زكريا عريس), né le 17 juin 2004 à Marseille, est un footballeur franco-marocain qui évolue au poste d'arrière gauche au SC Bastia.

## Biographie
Né à Marseille, Zakaria Ariss commence le football dès l’âge de 4 ans avec le club du quartier de Campagne Lévêque, puis évolue à l’Olympique de Marseille entre ses 9 et 11 ans. Il poursuit ensuite sa formation au Burel FC jusqu’aux U16, puis fait ses débuts seniors au FC Istres en National 3. En juillet 2022, il rejoint l'équipe réserve du Dijon FCO, toujours en National 3, et y évolue une saison complète.
Fort de ses performances avec la réserve, Ariss signe son premier contrat professionnel en 2023, contrat qui prendra effet le 1er juillet 2024. Il fait ses débuts en équipe première en championnat National lors de la saison 2023-2024.
À l'été 2024, il est recruté gratuitement par le SC Bastia, club de Ligue 2. Il y signe un nouveau contrat professionnel de quatre saisons et retrouve son entraîneur à Dijon Benoît Tavenot. Rapidement intégré, il devient titulaire en championnat dès les premières journées.